# Mas de Florí
El Mas de Florí (Mas de Fleury o Mas Florí en francès) és un conjunt d'edificacions, antic llogaret, al terme municipal d'Ur (Alta Cerdanya), a la dreta del riu d'Angostrina.
El llogaret és esmentat a la documentació ja l'any 1011. El 1265 se l'esmenta en una sentència sobre possessions que el monestir de Sant Pere de la Portella tenia a la Cerdanya: ...et in villariode Floridi, et de Ur et de Hix et de Vilalobent...
La seva població no fou mai, de segur, gaire abundant. Al fogatge del 1505 se l'hi indiquen dos focs o famílies, una quinzena de persones. La senyoria pertangué a la família dels Enveig (Ramon Guillem d'Enveig i successors) fins a la fi de l'edat mitjana. Posteriorment, Pere de Còdol rebé la baronia d'Ur i Florí per herència, i els Còdol en romangueren els titulars fins a la fi de l'Antic Règim amb l'adveniment de la Revolució Francesa. El tractat de Llívia del 12 de novembre del 1660, quan esmenta els trenta-tres pobles de la Cerdanya, en fa un d'Ur i Florí.